# Delias nakanokeikoae
Delias nakanokeikoae is een vlindersoort uit de familie van de Pieridae (witjes), onderfamilie Pierinae.
Delias nakanokeikoae werd in 1993 beschreven door Yagishita.